# Rák-patak
A Rák-patak Ausztriában a magyar határ közelében ered, a Soproni-hegység középső részén. A patak forrásától kezdve keleti, majd délkeleti irányban halad, majd keresztülfolyik Sopron belvárosán (a felszín alatt, a Deák tér - Csengeri utca nyomvonalon), végül a város délkeleti határában az Ikva-patakba torkollik.
A Rák-patak vízgazdálkodási szempontból a Rábca és Fertő-tó Vízgyűjtő-tervezési alegység működési területét képezi.

## Part menti települések
- Brennbergbánya
- Sopron